# Aira, Kagoshima (Aira)
Aira (姶良市 Aira-shi) là một thành phố thuộc tỉnh Kagoshima, Nhật Bản. Tính đến ngày 1 tháng 7 năm 2023, dân số thành phố ước tính là 76.827 người và mật độ dân số thành phố là 332 km². Tổng diện tích thành phố là 231,25 km².